# Campeonato Ecuatoriano de Fútbol 1984
El Campeonato Ecuatoriano de Fútbol 1984, conocido oficialmente como «Campeonato Nacional de Fútbol 1984», fue la 26.ª edición del Campeonato nacional de fútbol profesional de la Primera División en Ecuador. El torneo fue organizado por la Federación Ecuatoriana de Fútbol. Hubo descenso a la Segunda División.
El Nacional se coronó campeón por octava vez en su historia y se coronó el segundo tricampeonato y único bi-tricampeonato del club militar.

## Sistema de juego
La Primera División contó para este torneo con 14 equipos, que jugaron la primera etapa en 2 grupos de 7 equipos. Los 2 primeros de cada uno clasificaron a la liguilla final. En tanto, los últimos de cada serie puntuaron de forma negativa y llegaron al triangular del no descenso. La segunda etapa del campeonato se jugó de forma idéntica: los 2 punteros de cada llave pasaron a disputar la tercera etapa; los últimos de cada grupo disputaron el triangular del no descenso; el cuadro ubicado en el último lugar bajó de categoría.
La tercera etapa denominado octagonal contó con los 8 equipos que sumaron más puntos en la tabla general del año.

## Relevo anual de clubes
| Pos. | de la Primera División |
| ---- | ---------------------- |
| 1º   | Everest                |

| Pos. | de la Segunda División |
| ---- | ---------------------- |
| 1º   | Filanbanco             |

## Datos de los clubes
| Equipo                | Ciudad                                                | Provincia  |
| --------------------- | ----------------------------------------------------- | ---------- |
| América de Quito      | Quito                                                 | Pichincha  |
| Aucas                 | Quito                                                 | Pichincha  |
| Barcelona             | Guayaquil                                             | Guayas     |
| Deportivo Quevedo     | Quevedo                                               | Los Ríos   |
| Deportivo Quito       | Quito                                                 | Pichincha  |
| El Nacional           | Quito                                                 | Pichincha  |
| Emelec                | Guayaquil                                             | Guayas     |
| Filanbanco            | Guayaquil                                             | Guayas     |
| Liga de Portoviejo    | Portoviejo                                            | Manabí     |
| Liga de Quito         | Quito                                                 | Pichincha  |
| Manta Sport           | [[Archivo:\|20x20px\|border\|Bandera de Manta]] Manta | Manabí     |
| Técnico Universitario | Ambato                                                | Tungurahua |
| Universidad Católica  | Quito                                                 | Pichincha  |
| 9 de Octubre          | Guayaquil / Milagro                                   | Guayas     |

## Equipos por ubicación geográfica
| Provincia  | N.º | Equipos                                                                                           |
| ---------- | --- | ------------------------------------------------------------------------------------------------- |
| Pichincha  | 6   | - América de Quito - Aucas - Deportivo Quito - El Nacional - Liga de Quito - Universidad Católica |
| Guayas     | 4   | - Barcelona - Emelec - Filanbanco - 9 de Octubre                                                  |
| Manabí     | 2   | - Liga de Portoviejo - Manta Sport                                                                |
| Los Ríos   | 1   | - Deportivo Quevedo                                                                               |
| Tungurahua | 1   | - Técnico Universitario                                                                           |

| Manta Sport Liga de Portoviejo Barcelona Emelec Filanbanco 9 de Octubre Deportivo Quevedo Universidad Católica Liga de Quito El Nacional Deportivo Quito Aucas América de Quito Técnico Universitario |

## Primera etapa

### Partidos y resultados
| Fecha 1     | Fecha 1               | Fecha 1   | Fecha 1            |
| Fecha       | Equipo Local          | Resultado | Equipo Visitante   |
| ----------- | --------------------- | --------- | ------------------ |
| 10 de marzo | Técnico Universitario | 1 - 0     | Deportivo Quito    |
| 11 de marzo | Liga de Quito         | 0 - 0     | Liga de Portoviejo |
| 11 de marzo | Barcelona             | 3 - 1     | Emelec             |
| 11 de marzo | El Nacional           | 5 - 2     | Deportivo Quevedo  |
| 11 de marzo | Manta Sport           | 1 - 1     | América de Quito   |
| 11 de marzo | 9 de Octubre          | 0 - 2     | Filanbanco         |
| 11 de marzo | Universidad Católica  | 0 - 0     | Aucas              |

| Fecha 2     | Fecha 2              | Fecha 2   | Fecha 2               |
| Fecha       | Equipo Local         | Resultado | Equipo Visitante      |
| ----------- | -------------------- | --------- | --------------------- |
| 18 de marzo | Liga de Quito        | 4 - 1     | Deportivo Quito       |
| 18 de marzo | Aucas                | 1 - 2     | Barcelona             |
| 18 de marzo | Liga de Portoviejo   | 1 - 1     | Emelec                |
| 18 de marzo | Universidad Católica | 1 - 2     | América de Quito      |
| 18 de marzo | 9 de Octubre         | 2 - 0     | Manta Sport           |
| 18 de marzo | Filanbanco           | 0 - 0     | El Nacional           |
| 18 de marzo | Deportivo Quevedo    | 1 - 0     | Técnico Universitario |

| Fecha 3     | Fecha 3               | Fecha 3   | Fecha 3            |
| Fecha       | Equipo Local          | Resultado | Equipo Visitante   |
| ----------- | --------------------- | --------- | ------------------ |
| 24 de marzo | Técnico Universitario | 2 - 0     | Aucas              |
| 25 de marzo | Emelec                | 3 - 0     | Deportivo Quito    |
| 25 de marzo | Barcelona             | 0 - 0     | Liga de Quito      |
| 25 de marzo | Universidad Católica  | 0 - 0     | Deportivo Quevedo  |
| 25 de marzo | América de Quito      | 1 - 0     | Filanbanco         |
| 25 de marzo | El Nacional           | 6 - 2     | 9 de Octubre       |
| 25 de marzo | Manta Sport           | 2 - 1     | Liga de Portoviejo |

| Fecha 4     | Fecha 4            | Fecha 4   | Fecha 4               |
| Fecha       | Equipo Local       | Resultado | Equipo Visitante      |
| ----------- | ------------------ | --------- | --------------------- |
| 30 de marzo | Deportivo Quito    | 0 - 1     | Barcelona             |
| 30 de marzo | Liga de Quito      | 1 - 2     | Técnico Universitario |
| 1 de abril  | Liga de Portoviejo | 2 - 2     | Aucas                 |
| 1 de abril  | Deportivo Quevedo  | 1 - 0     | América de Quito      |
| 1 de abril  | Filanbanco         | 2 - 0     | Universidad Católica  |
| 16 de mayo  | El Nacional        | 2 - 1     | Manta Sport           |
| 16 de mayo  | 9 de Octubre       | 1 - 2     | Emelec                |

| Fecha 5    | Fecha 5               | Fecha 5   | Fecha 5            |
| Fecha      | Equipo Local          | Resultado | Equipo Visitante   |
| ---------- | --------------------- | --------- | ------------------ |
| 6 de abril | Deportivo Quito       | 2 - 0     | América de Quito   |
| 6 de abril | Aucas                 | 2 - 1     | Liga de Quito      |
| 7 de abril | Técnico Universitario | 1 - 0     | Emelec             |
| 8 de abril | Barcelona             | 3 - 1     | Liga de Portoviejo |
| 8 de abril | Manta Sport           | 3 - 1     | Filanbanco         |
| 23 de mayo | Universidad Católica  | 0 - 0     | El Nacional        |
| 23 de mayo | 9 de Octubre          | 3 - 1     | Deportivo Quevedo  |

| Fecha 6     | Fecha 6              | Fecha 6   | Fecha 6               |
| Fecha       | Equipo Local         | Resultado | Equipo Visitante      |
| ----------- | -------------------- | --------- | --------------------- |
| 13 de abril | Deportivo Quito      | 5 - 1     | Aucas                 |
| 15 de abril | Liga de Portoviejo   | 2 - 0     | Técnico Universitario |
| 15 de abril | Emelec               | 1 - 1     | Liga de Quito         |
| 15 de abril | Barcelona            | 1 - 0     | Filanbanco            |
| 15 de abril | Deportivo Quevedo    | 1 - 0     | Manta Sport           |
| 30 de mayo  | América de Quito     | 1 - 2     | El Nacional           |
| 30 de mayo  | Universidad Católica | 3 - 0     | 9 de Octubre          |

| Fecha 7     | Fecha 7               | Fecha 7   | Fecha 7              |
| Fecha       | Equipo Local          | Resultado | Equipo Visitante     |
| ----------- | --------------------- | --------- | -------------------- |
| 21 de abril | Técnico Universitario | 3 - 2     | Barcelona            |
| 22 de abril | Deportivo Quito       | 3 - 1     | Liga de Portoviejo   |
| 22 de abril | Aucas                 | 1 - 1     | Emelec               |
| 22 de abril | Manta Sport           | 2 - 2     | Universidad Católica |
| 22 de abril | 9 de Octubre          | 0 - 0     | América de Quito     |
| 22 de abril | Filanbanco            | 4 - 0     | Deportivo Quevedo    |
| 22 de abril | El Nacional           | 1 - 0     | Liga de Quito        |

| Fecha 8     | Fecha 8            | Fecha 8   | Fecha 8               |
| Fecha       | Equipo Local       | Resultado | Equipo Visitante      |
| ----------- | ------------------ | --------- | --------------------- |
| 29 de abril | Deportivo Quito    | 1 - 1     | Técnico Universitario |
| 29 de abril | Liga de Portoviejo | 1 - 1     | Liga de Quito         |
| 29 de abril | Emelec             | 0 - 2     | Barcelona             |
| 29 de abril | América de Quito   | 2 - 0     | Manta Sport           |
| 29 de abril | Filanbanco         | 2 - 2     | 9 de Octubre          |
| 29 de abril | Deportivo Quevedo  | 0 - 2     | El Nacional           |
| 29 de abril | Aucas              | 0 - 2     | Universidad Católica  |

| Fecha 9    | Fecha 9               | Fecha 9   | Fecha 9              |
| Fecha      | Equipo Local          | Resultado | Equipo Visitante     |
| ---------- | --------------------- | --------- | -------------------- |
| 9 de mayo  | Deportivo Quito       | 1 - 0     | Liga de Quito        |
| 9 de mayo  | Emelec                | 1 - 0     | Liga de Portoviejo   |
| 9 de mayo  | Barcelona             | 5 - 0     | Aucas                |
| 9 de mayo  | América de Quito      | 1 - 2     | Universidad Católica |
| 9 de mayo  | Técnico Universitario | 4 - 1     | Deportivo Quevedo    |
| 6 de junio | El Nacional           | 2 - 2     | Filanbanco           |
| 6 de junio | Manta Sport           | 4 - 2     | 9 de Octubre         |

| Fecha 10   | Fecha 10           | Fecha 10  | Fecha 10              |
| Fecha      | Equipo Local       | Resultado | Equipo Visitante      |
| ---------- | ------------------ | --------- | --------------------- |
| 12 de mayo | Aucas              | 1 - 1     | Técnico Universitario |
| 12 de mayo | Deportivo Quito    | 0 - 0     | Emelec                |
| 12 de mayo | Liga de Quito      | 0 - 2     | Barcelona             |
| 13 de mayo | Deportivo Quevedo  | 0 - 0     | Universidad Católica  |
| 13 de mayo | Filanbanco         | 1 - 1     | América de Quito      |
| 13 de mayo | 9 de Octubre       | 3 - 2     | El Nacional           |
| 13 de mayo | Liga de Portoviejo | 1 - 0     | Manta Sport           |

| Fecha 11   | Fecha 11              | Fecha 11  | Fecha 11           |
| Fecha      | Equipo Local          | Resultado | Equipo Visitante   |
| ---------- | --------------------- | --------- | ------------------ |
| 19 de mayo | Técnico Universitario | 3 - 1     | Liga de Quito      |
| 20 de mayo | Aucas                 | 3 - 3     | Liga de Portoviejo |
| 20 de mayo | Barcelona             | 1 - 0     | Deportivo Quito    |
| 20 de mayo | América de Quito      | 3 - 0     | Deportivo Quevedo  |
| 20 de mayo | Manta Sport           | 1 - 3     | El Nacional        |
| 20 de mayo | Universidad Católica  | 3 - 1     | Filanbanco         |
| 20 de mayo | Emelec                | 2 - 2     | 9 de Octubre       |

| Fecha 12   | Fecha 12           | Fecha 12  | Fecha 12              |
| Fecha      | Equipo Local       | Resultado | Equipo Visitante      |
| ---------- | ------------------ | --------- | --------------------- |
| 27 de mayo | Liga de Quito      | 3 - 1     | Aucas                 |
| 27 de mayo | Liga de Portoviejo | 1 - 1     | Barcelona             |
| 27 de mayo | Emelec             | 2 - 0     | Técnico Universitario |
| 27 de mayo | El Nacional        | 2 - 0     | Universidad Católica  |
| 27 de mayo | Deportivo Quevedo  | 1 - 1     | 9 de Octubre          |
| 27 de mayo | Filanbanco         | 3 - 1     | Manta Sport           |
| 27 de mayo | América de Quito   | 0 - 2     | Deportivo Quito       |

| Fecha 13   | Fecha 13              | Fecha 13  | Fecha 13             |
| Fecha      | Equipo Local          | Resultado | Equipo Visitante     |
| ---------- | --------------------- | --------- | -------------------- |
| 2 de junio | Técnico Universitario | 4 - 0     | Liga de Portoviejo   |
| 3 de junio | Liga de Quito         | 2 - 0     | Emelec               |
| 3 de junio | Aucas                 | 2 - 4     | Deportivo Quito      |
| 3 de junio | Manta Sport           | 2 - 1     | Deportivo Quevedo    |
| 3 de junio | El Nacional           | 2 - 1     | América de Quito     |
| 3 de junio | 9 de Octubre          | 2 - 1     | Universidad Católica |
| 3 de junio | Filanbanco            | 1 - 1     | Barcelona            |

| Fecha 14    | Fecha 14             | Fecha 14  | Fecha 14              |
| Fecha       | Equipo Local         | Resultado | Equipo Visitante      |
| ----------- | -------------------- | --------- | --------------------- |
| 9 de junio  | Universidad Católica | 2 - 1     | Manta Sport           |
| 9 de junio  | América de Quito     | 0 - 3     | 9 de Octubre          |
| 9 de junio  | Liga de Quito        | 1 - 1     | El Nacional           |
| 10 de junio | Liga de Portoviejo   | 1 - 1     | Deportivo Quito       |
| 10 de junio | Emelec               | 5 - 0     | Aucas                 |
| 10 de junio | Barcelona            | 3 - 0     | Técnico Universitario |
| 10 de junio | Deportivo Quevedo    | 0 - 2     | Filanbanco            |

### Tabla de posiciones

#### Grupo 1
|  |  |    | Equipo                | PJ | PG | PE | PP | GF | GC | DG  | PTS | PB |
|  |  | -- | --------------------- | -- | -- | -- | -- | -- | -- | --- | --- | -- |
|  |  | 1. | Barcelona             | 14 | 10 | 3  | 1  | 27 | 8  | +19 | 23  | 1  |
|  |  | 2. | Técnico Universitario | 14 | 8  | 2  | 4  | 22 | 15 | +7  | 18  | 0  |
|  |  | 3. | Emelec                | 14 | 5  | 5  | 4  | 19 | 14 | +5  | 15  |    |
|  |  | 4. | Deportivo Quito       | 14 | 6  | 3  | 5  | 20 | 16 | +4  | 15  |    |
|  |  | 5. | Liga de Quito         | 14 | 4  | 3  | 7  | 20 | 26 | -6  | 11  |    |
|  |  | 6. | Liga de Portoviejo    | 14 | 2  | 7  | 5  | 15 | 22 | -7  | 11  |    |
|  |  | 7. | Aucas                 | 14 | 1  | 5  | 8  | 14 | 36 | -22 | 7   |    |

#### Grupo 2
|  |  |    | Equipo               | PJ | PG | PE | PP | GF | GC | DG  | PTS | PB |
|  |  | -- | -------------------- | -- | -- | -- | -- | -- | -- | --- | --- | -- |
|  |  | 1. | El Nacional          | 14 | 9  | 4  | 1  | 30 | 14 | +16 | 22  | 1  |
|  |  | 2. | Filanbanco           | 14 | 5  | 5  | 4  | 21 | 15 | +6  | 15  | 0  |
|  |  | 3. | Universidad Católica | 14 | 5  | 5  | 4  | 16 | 13 | +3  | 15  |    |
|  |  | 4. | 9 de Octubre         | 14 | 5  | 4  | 5  | 23 | 26 | -3  | 14  |    |
|  |  | 5. | América de Quito     | 14 | 4  | 3  | 7  | 13 | 17 | -4  | 11  |    |
|  |  | 6. | Manta Sport          | 14 | 4  | 2  | 8  | 18 | 24 | -6  | 10  |    |
|  |  | 7. | Deportivo Quevedo    | 14 | 3  | 3  | 8  | 9  | 26 | -17 | 9   |    |

PJ = Partidos jugados; PG = Partidos ganados; PE = Partidos empatados; PP = Partidos perdidos; GF = Goles a favor; GC = Goles en contra; DG = Diferencia de gol; PTS = Puntos; PB = Puntos de bonificación
|  | Clasificaron al Octagonal final.            |
|  | Clasificaron al Triangular del No Descenso. |

## Segunda etapa

### Partidos y resultados
| Fecha 1     | Fecha 1               | Fecha 1   | Fecha 1              |
| Fecha       | Equipo Local          | Resultado | Equipo Visitante     |
| ----------- | --------------------- | --------- | -------------------- |
| 16 de junio | América de Quito      | 3 - 0     | 9 de Octubre         |
| 16 de junio | Liga de Quito         | 5 - 0     | Deportivo Quevedo    |
| 16 de junio | Técnico Universitario | 3 - 0     | Filanbanco           |
| 16 de junio | Deportivo Quito       | 2 - 1     | Aucas                |
| 17 de junio | Emelec                | 2 - 0     | Liga de Portoviejo   |
| 17 de junio | Manta Sport           | 0 - 2     | El Nacional          |
| 17 de junio | Barcelona             | 0 - 0     | Universidad Católica |

| Fecha 2     | Fecha 2              | Fecha 2   | Fecha 2               |
| Fecha       | Equipo Local         | Resultado | Equipo Visitante      |
| ----------- | -------------------- | --------- | --------------------- |
| 23 de junio | Aucas                | 1 - 1     | América de Quito      |
| 23 de junio | El Nacional          | 1 - 0     | Barcelona             |
| 23 de junio | Universidad Católica | 0 - 1     | Técnico Universitario |
| 24 de junio | 9 de Octubre         | 2 - 1     | Liga de Quito         |
| 24 de junio | Deportivo Quevedo    | 1 - 0     | Emelec                |
| 24 de junio | Filanbanco           | 3 - 3     | Deportivo Quito       |
| 24 de junio | Liga de Portoviejo   | 2 - 0     | Manta Sport           |

| Fecha 3     | Fecha 3               | Fecha 3   | Fecha 3           |
| Fecha       | Equipo Local          | Resultado | Equipo Visitante  |
| ----------- | --------------------- | --------- | ----------------- |
| 27 de junio | América de Quito      | 0 - 1     | Liga de Quito     |
| 27 de junio | Liga de Portoviejo    | 0 - 0     | Deportivo Quevedo |
| 27 de junio | Emelec                | 1 - 1     | Aucas             |
| 27 de junio | Técnico Universitario | 7 - 2     | Manta Sport       |
| 27 de junio | Universidad Católica  | 1 - 0     | Deportivo Quito   |
| 27 de junio | El Nacional           | 4 - 1     | Filanbanco        |
| 27 de junio | Barcelona             | 3 - 2     | 9 de Octubre      |

| Fecha 4     | Fecha 4           | Fecha 4   | Fecha 4               |
| Fecha       | Equipo Local      | Resultado | Equipo Visitante      |
| ----------- | ----------------- | --------- | --------------------- |
| 30 de junio | América de Quito  | 2 - 1     | Liga de Portoviejo    |
| 30 de junio | Deportivo Quito   | 1 - 1     | El Nacional           |
| 30 de junio | Liga de Quito     | 4 - 1     | Aucas                 |
| 1 de julio  | 9 de Octubre      | 3 - 0     | Emelec                |
| 1 de julio  | Manta Sport       | 2 - 0     | Universidad Católica  |
| 1 de julio  | Barcelona         | 0 - 0     | Filanbanco            |
| 1 de julio  | Deportivo Quevedo | 1 - 0     | Técnico Universitario |

| Fecha 5    | Fecha 5               | Fecha 5   | Fecha 5              |
| Fecha      | Equipo Local          | Resultado | Equipo Visitante     |
| ---------- | --------------------- | --------- | -------------------- |
| 7 de julio | Liga de Quito         | 2 - 2     | Emelec               |
| 7 de julio | América de Quito      | 0 - 1     | Universidad Católica |
| 7 de julio | Deportivo Quito       | 3 - 1     | Barcelona            |
| 7 de julio | Técnico Universitario | 0 - 1     | El Nacional          |
| 8 de julio | 9 de Octubre          | 2 - 2     | Deportivo Quevedo    |
| 8 de julio | Filanbanco            | 3 - 2     | Manta Sport          |
| 8 de julio | Liga de Portoviejo    | 5 - 2     | Aucas                |

| Fecha 6     | Fecha 6            | Fecha 6   | Fecha 6               |
| Fecha       | Equipo Local       | Resultado | Equipo Visitante      |
| ----------- | ------------------ | --------- | --------------------- |
| 11 de julio | Liga de Portoviejo | 2 - 0     | Liga de Quito         |
| 11 de julio | Deportivo Quevedo  | 1 - 0     | América de Quito      |
| 11 de julio | Aucas              | 3 - 2     | 9 de Octubre          |
| 11 de julio | Deportivo Quito    | 2 - 2     | Manta Sport           |
| 11 de julio | El Nacional        | 2 - 1     | Universidad Católica  |
| 11 de julio | Barcelona          | 2 - 2     | Técnico Universitario |
| 11 de julio | Emelec             | 1 - 1     | Filanbanco            |

| Fecha 7     | Fecha 7               | Fecha 7   | Fecha 7              |
| Fecha       | Equipo Local          | Resultado | Equipo Visitante     |
| ----------- | --------------------- | --------- | -------------------- |
| 14 de julio | América de Quito      | 3 - 1     | Emelec               |
| 14 de julio | Aucas                 | 2 - 1     | Deportivo Quevedo    |
| 14 de julio | Liga de Quito         | 0 - 0     | El Nacional          |
| 14 de julio | Técnico Universitario | 0 - 0     | Deportivo Quito      |
| 15 de julio | Manta Sport           | 1 - 5     | Barcelona            |
| 15 de julio | Filanbanco            | 6 - 0     | Universidad Católica |
| 15 de julio | 9 de Octubre          | 3 - 0     | Liga de Portoviejo   |

| Fecha 8     | Fecha 8              | Fecha 8   | Fecha 8               |
| Fecha       | Equipo Local         | Resultado | Equipo Visitante      |
| ----------- | -------------------- | --------- | --------------------- |
| 21 de julio | Aucas                | 2 - 2     | Deportivo Quito       |
| 21 de julio | Universidad Católica | 1 - 1     | Barcelona             |
| 21 de julio | El Nacional          | 6 - 1     | Manta Sport           |
| 22 de julio | Deportivo Quevedo    | 0 - 2     | Liga de Quito         |
| 22 de julio | 9 de Octubre         | 1 - 1     | América de Quito      |
| 22 de julio | Liga de Portoviejo   | 2 - 1     | Emelec                |
| 22 de julio | Filanbanco           | 4 - 1     | Técnico Universitario |

| Fecha 9     | Fecha 9               | Fecha 9   | Fecha 9              |
| Fecha       | Equipo Local          | Resultado | Equipo Visitante     |
| ----------- | --------------------- | --------- | -------------------- |
| 25 de julio | América de Quito      | 1 - 0     | Aucas                |
| 25 de julio | Emelec                | 2 - 1     | Deportivo Quevedo    |
| 25 de julio | Liga de Quito         | 2 - 2     | 9 de Octubre         |
| 25 de julio | Deportivo Quito       | 3 - 0     | Filanbanco           |
| 25 de julio | Técnico Universitario | 3 - 1     | Universidad Católica |
| 25 de julio | Barcelona             | 1 - 1     | El Nacional          |
| 25 de julio | Manta Sport           | 1 - 0     | Liga de Portoviejo   |

| Fecha 10    | Fecha 10          | Fecha 10  | Fecha 10              |
| Fecha       | Equipo Local      | Resultado | Equipo Visitante      |
| ----------- | ----------------- | --------- | --------------------- |
| 28 de julio | Aucas             | 2 - 1     | Emelec                |
| 28 de julio | Liga de Quito     | 3 - 1     | América de Quito      |
| 28 de julio | Deportivo Quito   | 1 - 1     | Universidad Católica  |
| 29 de julio | Deportivo Quevedo | 3 - 0     | Liga de Portoviejo    |
| 29 de julio | Manta Sport       | 2 - 1     | Técnico Universitario |
| 29 de julio | Filanbanco        | 4 - 1     | El Nacional           |
| 29 de julio | 9 de Octubre      | 1 - 2     | Barcelona             |

| Fecha 11    | Fecha 11              | Fecha 11  | Fecha 11          |
| Fecha       | Equipo Local          | Resultado | Equipo Visitante  |
| ----------- | --------------------- | --------- | ----------------- |
| 4 de agosto | Aucas                 | 2 - 3     | Liga de Quito     |
| 4 de agosto | Técnico Universitario | 2 - 0     | Deportivo Quevedo |
| 4 de agosto | Universidad Católica  | 0 - 0     | Manta Sport       |
| 4 de agosto | El Nacional           | 1 - 1     | Deportivo Quito   |
| 5 de agosto | Liga de Portoviejo    | 4 - 1     | América de Quito  |
| 5 de agosto | Filanbanco            | 0 - 1     | Barcelona         |
| 5 de agosto | Emelec                | 0 - 3     | 9 de Octubre      |

| Fecha 12    | Fecha 12             | Fecha 12  | Fecha 12              |
| Fecha       | Equipo Local         | Resultado | Equipo Visitante      |
| ----------- | -------------------- | --------- | --------------------- |
| 8 de agosto | Deportivo Quevedo    | 1 - 2     | 9 de Octubre          |
| 8 de agosto | Aucas                | 4 - 3     | Liga de Portoviejo    |
| 8 de agosto | Emelec               | 2 - 1     | Liga de Quito         |
| 8 de agosto | Manta Sport          | 3 - 1     | Filanbanco            |
| 8 de agosto | El Nacional          | 1 - 0     | Técnico Universitario |
| 8 de agosto | Barcelona            | 1 - 0     | Deportivo Quito       |
| 8 de agosto | Universidad Católica | 2 - 1     | América de Quito      |

| Fecha 13     | Fecha 13              | Fecha 13  | Fecha 13           |
| Fecha        | Equipo Local          | Resultado | Equipo Visitante   |
| ------------ | --------------------- | --------- | ------------------ |
| 11 de agosto | América de Quito      | 2 - 1     | Deportivo Quevedo  |
| 11 de agosto | Liga de Quito         | 0 - 1     | Liga de Portoviejo |
| 11 de agosto | Universidad Católica  | 1 - 1     | El Nacional        |
| 11 de agosto | Técnico Universitario | 0 - 2     | Barcelona          |
| 12 de agosto | 9 de Octubre          | 4 - 1     | Aucas              |
| 12 de agosto | Manta Sport           | 2 - 1     | Deportivo Quito    |
| 12 de agosto | Filanbanco            | 2 - 2     | Emelec             |

| Fecha 14     | Fecha 14             | Fecha 14  | Fecha 14              |
| Fecha        | Equipo Local         | Resultado | Equipo Visitante      |
| ------------ | -------------------- | --------- | --------------------- |
| 19 de agosto | Deportivo Quevedo    | 3 - 1     | Aucas                 |
| 19 de agosto | Liga de Portoviejo   | 0 - 3     | 9 de Octubre          |
| 19 de agosto | Emelec               | 3 - 0     | América de Quito      |
| 19 de agosto | Universidad Católica | 5 - 0     | Filanbanco            |
| 19 de agosto | Deportivo Quito      | 2 - 1     | Técnico Universitario |
| 19 de agosto | Barcelona            | 0 - 0     | Manta Sport           |
| 19 de agosto | El Nacional          | 1 - 0     | Liga de Quito         |

### Tabla de posiciones

#### Grupo 1
|  |  |    | Equipo             | PJ | PG | PE | PP | GF | GC | DG  | PTS | PB |
|  |  | -- | ------------------ | -- | -- | -- | -- | -- | -- | --- | --- | -- |
|  |  | 1. | 9 de Octubre       | 14 | 7  | 3  | 4  | 29 | 19 | +10 | 23  | 1  |
|  |  | 2. | Liga de Quito      | 14 | 6  | 3  | 5  | 24 | 16 | +8  | 18  | 0  |
|  |  | 3. | Liga de Portoviejo | 14 | 6  | 1  | 7  | 20 | 21 | -1  | 15  |    |
|  |  | 4. | Emelec             | 14 | 4  | 4  | 6  | 18 | 22 | -4  | 15  |    |
|  |  | 5. | América de Quito   | 14 | 5  | 2  | 7  | 16 | 20 | -4  | 11  |    |
|  |  | 6. | Deportivo Quevedo  | 14 | 5  | 2  | 7  | 15 | 20 | -5  | 11  |    |
|  |  | 7. | Aucas              | 14 | 4  | 3  | 7  | 23 | 33 | -10 | 7   |    |

#### Grupo 2
|  |  |    | Equipo                | PJ | PG | PE | PP | GF | GC | DG  | PTS | PB |
|  |  | -- | --------------------- | -- | -- | -- | -- | -- | -- | --- | --- | -- |
|  |  | 1. | El Nacional           | 14 | 8  | 5  | 1  | 23 | 11 | +12 | 22  | 1  |
|  |  | 2. | Barcelona             | 14 | 6  | 6  | 2  | 19 | 12 | +7  | 15  | 0  |
|  |  | 3. | Deportivo Quito       | 14 | 4  | 7  | 3  | 21 | 17 | +4  | 15  |    |
|  |  | 4. | Universidad Católica  | 14 | 4  | 5  | 5  | 14 | 18 | -4  | 14  |    |
|  |  | 5. | Manta Sport           | 14 | 5  | 3  | 6  | 18 | 30 | -12 | 11  |    |
|  |  | 6. | Técnico Universitario | 14 | 5  | 2  | 7  | 21 | 18 | +3  | 10  |    |
|  |  | 7. | Filanbanco            | 14 | 4  | 4  | 6  | 25 | 29 | -4  | 9   |    |

PJ = Partidos jugados; PG = Partidos ganados; PE = Partidos empatados; PP = Partidos perdidos; GF = Goles a favor; GC = Goles en contra; DG = Diferencia de gol; PTS = Puntos; PB = Puntos de bonificación
|  | Clasificaron al Octagonal final.         |
|  | Clasificó al Triangular del No Descenso. |

## Triangular del No Descenso

### Partidos y resultados
| Fecha 1      | Fecha 1           | Fecha 1   | Fecha 1          |
| Fecha        | Equipo Local      | Resultado | Equipo Visitante |
| ------------ | ----------------- | --------- | ---------------- |
| 26 de agosto | Deportivo Quevedo | 1 - 0     | Aucas            |

| Fecha 2         | Fecha 2      | Fecha 2   | Fecha 2          |
| Fecha           | Equipo Local | Resultado | Equipo Visitante |
| --------------- | ------------ | --------- | ---------------- |
| 1 de septiembre | Aucas        | 1 - 3     | Filanbanco       |

| Fecha 3         | Fecha 3      | Fecha 3   | Fecha 3           |
| Fecha           | Equipo Local | Resultado | Equipo Visitante  |
| --------------- | ------------ | --------- | ----------------- |
| 9 de septiembre | Filanbanco   | 1 - 0     | Deportivo Quevedo |

| Fecha 4          | Fecha 4      | Fecha 4   | Fecha 4           |
| Fecha            | Equipo Local | Resultado | Equipo Visitante  |
| ---------------- | ------------ | --------- | ----------------- |
| 16 de septiembre | Aucas        | 2 - 0     | Deportivo Quevedo |

| Fecha 5          | Fecha 5      | Fecha 5   | Fecha 5          |
| Fecha            | Equipo Local | Resultado | Equipo Visitante |
| ---------------- | ------------ | --------- | ---------------- |
| 23 de septiembre | Filanbanco   | 3 - 0     | Aucas            |

| Fecha 6          | Fecha 6           | Fecha 6   | Fecha 6          |
| Fecha            | Equipo Local      | Resultado | Equipo Visitante |
| ---------------- | ----------------- | --------- | ---------------- |
| 30 de septiembre | Deportivo Quevedo | 0 - 1     | Filanbanco       |

### Tabla de posiciones
|  |  |    | Equipo            | PJ | PG | PE | PP | GF | GC | DG | PTS | PP |
|  |  | -- | ----------------- | -- | -- | -- | -- | -- | -- | -- | --- | -- |
|  |  | 1. | Filanbanco        | 4  | 4  | 0  | 0  | 8  | 1  | +7 | 7   | -1 |
|  |  | 2. | Deportivo Quevedo | 4  | 1  | 0  | 3  | 1  | 4  | -3 | 1   | -1 |
|  |  | 3. | Aucas             | 4  | 1  | 0  | 3  | 3  | 7  | -4 | 0   | -2 |

PJ = Partidos jugados; PG = Partidos ganados; PE = Partidos empatados; PP = Partidos perdidos; GF = Goles a favor; GC = Goles en contra; DG = Diferencia de gol; PTS = Puntos; PP = Puntos de Penalización
|  | Descendió a la Segunda División. |

## Octagonal final

### Partidos y resultados
| Fecha 1      | Fecha 1               | Fecha 1   | Fecha 1          |
| Fecha        | Equipo Local          | Resultado | Equipo Visitante |
| ------------ | --------------------- | --------- | ---------------- |
| 25 de agosto | Técnico Universitario | 2 - 0     | 9 de Octubre     |
| 26 de agosto | Universidad Católica  | 2 - 0     | El Nacional      |
| 26 de agosto | Liga de Quito         | 1 - 0     | Deportivo Quito  |
| 26 de agosto | Barcelona             | 3 - 4     | Emelec           |

| Fecha 2      | Fecha 2         | Fecha 2   | Fecha 2               |
| Fecha        | Equipo Local    | Resultado | Equipo Visitante      |
| ------------ | --------------- | --------- | --------------------- |
| 29 de agosto | Deportivo Quito | 3 - 3     | Técnico Universitario |
| 29 de agosto | El Nacional     | 3 - 1     | 9 de Octubre          |
| 29 de agosto | Emelec          | 1 - 1     | Universidad Católica  |
| 29 de agosto | Barcelona       | 0 - 0     | Liga de Quito         |

| Fecha 3         | Fecha 3               | Fecha 3   | Fecha 3          |
| Fecha           | Equipo Local          | Resultado | Equipo Visitante |
| --------------- | --------------------- | --------- | ---------------- |
| 1 de septiembre | Técnico Universitario | 1 - 1     | El Nacional      |
| 2 de septiembre | Universidad Católica  | 1 - 0     | Barcelona        |
| 2 de septiembre | 9 de Octubre          | 3 - 1     | Deportivo Quito  |
| 2 de septiembre | Liga de Quito         | 3 - 1     | Emelec           |

| Fecha 4         | Fecha 4         | Fecha 4   | Fecha 4               |
| Fecha           | Equipo Local    | Resultado | Equipo Visitante      |
| --------------- | --------------- | --------- | --------------------- |
| 8 de septiembre | Liga de Quito   | 0 - 3     | El Nacional           |
| 8 de septiembre | Deportivo Quito | 1 - 1     | Universidad Católica  |
| 9 de septiembre | Emelec          | 2 - 2     | Técnico Universitario |
| 9 de septiembre | Barcelona       | 3 - 1     | 9 de Octubre          |

| Fecha 5          | Fecha 5               | Fecha 5   | Fecha 5              |
| Fecha            | Equipo Local          | Resultado | Equipo Visitante     |
| ---------------- | --------------------- | --------- | -------------------- |
| 15 de septiembre | El Nacional           | 1 - 0     | Barcelona            |
| 15 de septiembre | Deportivo Quito       | 3 - 2     | Emelec               |
| 16 de septiembre | Técnico Universitario | 2 - 1     | Liga de Quito        |
| 16 de septiembre | 9 de Octubre          | 1 - 0     | Universidad Católica |

| Fecha 6          | Fecha 6              | Fecha 6   | Fecha 6               |
| Fecha            | Equipo Local         | Resultado | Equipo Visitante      |
| ---------------- | -------------------- | --------- | --------------------- |
| 22 de septiembre | Universidad Católica | 2 - 0     | Técnico Universitario |
| 22 de septiembre | Liga de Quito        | 4 - 2     | 9 de Octubre          |
| 23 de septiembre | Emelec               | 2 - 0     | El Nacional           |
| 23 de septiembre | Barcelona            | 3 - 0     | Deportivo Quito       |

| Fecha 7          | Fecha 7               | Fecha 7   | Fecha 7              |
| Fecha            | Equipo Local          | Resultado | Equipo Visitante     |
| ---------------- | --------------------- | --------- | -------------------- |
| 29 de septiembre | Técnico Universitario | 2 - 0     | Barcelona            |
| 30 de septiembre | Liga de Quito         | 2 - 1     | Universidad Católica |
| 30 de septiembre | 9 de Octubre          | 3 - 1     | Emelec               |
| 30 de septiembre | El Nacional           | 1 - 1     | Deportivo Quito      |

| Fecha 8      | Fecha 8         | Fecha 8   | Fecha 8               |
| Fecha        | Equipo Local    | Resultado | Equipo Visitante      |
| ------------ | --------------- | --------- | --------------------- |
| 7 de octubre | El Nacional     | 2 - 0     | Universidad Católica  |
| 7 de octubre | Deportivo Quito | 1 - 2     | Liga de Quito         |
| 7 de octubre | 9 de Octubre    | 3 - 1     | Técnico Universitario |
| 7 de octubre | Emelec          | 1 - 4     | Barcelona             |

| Fecha 9       | Fecha 9               | Fecha 9   | Fecha 9          |
| Fecha         | Equipo Local          | Resultado | Equipo Visitante |
| ------------- | --------------------- | --------- | ---------------- |
| 10 de octubre | Técnico Universitario | 1 - 2     | Deportivo Quito  |
| 10 de octubre | Universidad Católica  | 4 - 1     | Emelec           |
| 10 de octubre | 9 de Octubre          | 3 - 2     | El Nacional      |
| 10 de octubre | Liga de Quito         | 1 - 0     | Barcelona        |

| Fecha 10      | Fecha 10        | Fecha 10  | Fecha 10              |
| Fecha         | Equipo Local    | Resultado | Equipo Visitante      |
| ------------- | --------------- | --------- | --------------------- |
| 14 de octubre | Deportivo Quito | 1 - 1     | 9 de Octubre          |
| 14 de octubre | El Nacional     | 2 - 1     | Técnico Universitario |
| 14 de octubre | Emelec          | 1 - 1     | Liga de Quito         |
| 14 de octubre | Barcelona       | 1 - 0     | Universidad Católica  |

| Fecha 11      | Fecha 11              | Fecha 11  | Fecha 11         |
| Fecha         | Equipo Local          | Resultado | Equipo Visitante |
| ------------- | --------------------- | --------- | ---------------- |
| 20 de octubre | Técnico Universitario | 2 - 0     | Emelec           |
| 21 de octubre | Universidad Católica  | 1 - 0     | Deportivo Quito  |
| 21 de octubre | 9 de Octubre          | 2 - 1     | Barcelona        |
| 21 de octubre | El Nacional           | 2 - 0     | Liga de Quito    |

| Fecha 12      | Fecha 12             | Fecha 12  | Fecha 12              |
| Fecha         | Equipo Local         | Resultado | Equipo Visitante      |
| ------------- | -------------------- | --------- | --------------------- |
| 28 de octubre | Universidad Católica | 5 - 5     | 9 de Octubre          |
| 28 de octubre | Liga de Quito        | 3 - 2     | Técnico Universitario |
| 28 de octubre | Emelec               | 0 - 0     | Deportivo Quito       |
| 28 de octubre | Barcelona            | 5 - 1     | El Nacional           |

| Fecha 13       | Fecha 13              | Fecha 13  | Fecha 13             |
| Fecha          | Equipo Local          | Resultado | Equipo Visitante     |
| -------------- | --------------------- | --------- | -------------------- |
| 3 de noviembre | Técnico Universitario | 1 - 0     | Universidad Católica |
| 3 de noviembre | 9 de Octubre          | 2 - 2     | Liga de Quito        |
| 4 de noviembre | El Nacional           | 1 - 0     | Emelec               |
| 4 de noviembre | Deportivo Quito       | 4 - 2     | Barcelona            |

| Fecha 14        | Fecha 14             | Fecha 14  | Fecha 14              |
| Fecha           | Equipo Local         | Resultado | Equipo Visitante      |
| --------------- | -------------------- | --------- | --------------------- |
| 11 de noviembre | Deportivo Quito      | 0 - 1     | El Nacional (C)       |
| 11 de noviembre | Universidad Católica | 1 - 0     | Liga de Quito         |
| 11 de noviembre | Emelec               | 2 - 3     | 9 de Octubre          |
| 11 de noviembre | Barcelona            | 4 - 0     | Técnico Universitario |

### Tabla de posiciones
|      |  |    | Equipo                | PJ | PG | PE | PP | GF | GC | DG  | PTS | PB |
| ---- |  | -- | --------------------- | -- | -- | -- | -- | -- | -- | --- | --- | -- |
| (C)  |  | 1. | El Nacional           | 14 | 8  | 2  | 4  | 20 | 16 | +4  | 20  | 2  |
| (SC) |  | 2. | 9 de Octubre          | 14 | 7  | 3  | 4  | 30 | 28 | +2  | 18  | 1  |
|      |  | 3. | Liga de Quito         | 14 | 7  | 3  | 4  | 20 | 18 | +2  | 17  |    |
|      |  | 4. | Universidad Católica  | 14 | 6  | 3  | 5  | 19 | 15 | +4  | 15  |    |
|      |  | 5. | Barcelona             | 14 | 6  | 1  | 7  | 26 | 18 | +8  | 14  | 1  |
|      |  | 6. | Deportivo Quito       | 14 | 5  | 3  | 6  | 20 | 23 | -3  | 13  |    |
|      |  | 7. | Técnico Universitario | 14 | 3  | 5  | 6  | 17 | 22 | -5  | 11  |    |
|      |  | 8. | Emelec                | 14 | 2  | 4  | 8  | 18 | 30 | -12 | 8   |    |

PJ = Partidos jugados; PG = Partidos ganados; PE = Partidos empatados; PP = Partidos perdidos; GF = Goles a favor; GC = Goles en contra; DG = Diferencia de gol; PTS = Puntos; PB = Puntos de bonificación
| (C)  | Campeón, clasificó a la Copa Libertadores 1985.    |
| (SC) | Subcampeón, clasificó a la Copa Libertadores 1985. |

### Campeón
|                                               |
|                                               |
| Campeón Club Deportivo El Nacional 8.º título |

## Goleadores
| Jugador              | Equipo          | Goles |
| -------------------- | --------------- | ----- |
| Sergio Saucedo       | Deportivo Quito | 25    |
| José Vicente Moreno  | Liga de Quito   | 21    |
| Carlos Torres Garcés | 9 de Octubre    | 20    |